# Vampire Hunter D: Bloodlust
Vampire Hunter D: Bloodlust är en japansk animefilm baserad på Hideyuki Kikuchis böcker om Vampire Hunter D.

## Handling
En natt blir en kvinna vid namn Charlotte kidnappad av vampyrledaren Meier Link och för att få tillbaka henne anlitar hennes far och bror D, en underlig man som är hälften vampyr och hälften människa. Han får 20 miljoner om han tar tillbaka henne oskadd. Under uppdraget får han även sällskap av Marcusbröderna, som består av ledaren Borgoff, hammarmannen Nolt, smidiga Kyle, sjuklige Grove och enda tjejen Leila, som har i uppdrag att döda Meier. Och ju närmare D kommer Charlotte, ju hårdare blir motståndet.

## Röster
Röstskådespelare i den engelska dubben:
- D - Andrew Philpot
- Meier Link - John Rafter Lee
- Leila - Pamela Segall
- Charlotte - Wendee Lee
- D:s vänstra hand - Mike McShane
- Carmila - Julia Fletcher
- Borgoff - Matt McKenzie
- Nolt, Sheriffen, Machira och John Elborurne - John Dimaggio
- Kyle - Alex Fernandez
- Grove - Jack Fletcher
- Polk - John Hostetter
- Benge och gamla mannen från Barbarios - Dwight Schultz
- Caroline - Mary Elizabeth McGlynn
- Alan Elbourne och prästen - John Demita
- Lilla flickan - Debi Derryberry

## Respons
- Orlando Sentinel: "Den bästa vampyrfilmen på decennier!"
- Dallas Morning News: "Överväldigande!"
- TV Guide’s Movie Guide: "En sann must-see!"
- IFilm: "Koppla av fullständigt och låt de bita sig fast i din lyckliga nacke!"